# Проект «360»
Проект «360» (ранее «360 минут») — экологический волонтёрский проект, запущенный в Восточной Сибири компанией En+ Group в 2011 году. Считается одним из самых массовых эковолонтерских проектов России. За восемь лет добровольцами проекта «360» стали около 144 000 человек. Их усилиями убрано и утилизировано около 4500 т мусора в различных регионах РФ.
Традиционно главная акция проекта «360» — волонтёрская уборка на берегах Байкала — проходит в начале сентября и приурочена к Дню Байкала. Наравне с ними проект также объединяет экологические, социальные, научные, образовательные и просветительские мероприятия. Часть и них организаторы проекта «360» реализуют совместно с некоммерческими организациями (НКО). Так, сотрудничество с ассоциацией «Защитим Байкал вместе» позволяет реализовывать образовательный блок среди детей и подростков — знакомить их с уникальной природой Байкальского региона. Партнёрство с ассоциацией «Большая Байкальская Тропа» даёт возможность внести вклад в развитие экологического туризма на Байкале. Совместно с молодёжным благотворительным фондом «Возрождение Земли Сибирской» развивается экологическое предпринимательство в центральной экологической зоне байкальской природной территории.

## История проекта
Проект «360» — прямое продолжение Всероссийского волонтёрского экологического экомарафона «360 минут ради Байкала», запущенного в 2011 году. Тогда впервые 100 корпоративных волонтёров «Иркутскэнерго» собрали на байкальском мысе Улирба около 500 мешков с мусором, который вывезли на полигон бытовых отходов в Еланцах.
Уже в 2012 году акция стала масштабнее — благодаря увеличения числа участников и расширения географии: в частности, к ней присоединились члены экологических организаций «Большая Байкальская Тропа» и «Защитим Байкал вместе», студенты, жители разных регионов России. Благодаря участию населения прибрежных территорий Байкала, мусор во время акций начали убирать по всему побережью озера, включая его северную часть и территорию Бурятии.
В 2017 году, объявленном Годом экологии и 100-летия заповедной системы России, акции «360 минут» вошли в число официальных мероприятий Министерства природных ресурсов и экологии РФ. К тому времени проект, запущенный в Сибири, трансформировался во Всероссийский экологический марафон «360 минут». В 2017 году он прошёл в 24 регионах страны — от Кавказа до Дальнего Востока, а также в штате Гавайи (США). Тогда в мероприятиях экомарафона приняли участие 100 000 человек. Только на Байкале уборка проходила на 186 точках.
В 2018 году участники проекта «360» сосредоточились на уборке побережья Байкала от пос. Танхой (Республика Бурятия) до пос. Мурино (Иркутская область). В акции по уборке оставленного туристами мусора приняли участие около 16 500 добровольцев. Участники экологической акции убрали с берегов Байкала более 16 000 мешков мусора (404 тонны или около 70 «КамАЗов»). Выросло количество точек уборки — 328 точек по всему побережью Байкала, а также в муниципалитетах Иркутской области и Республики Бурятия.

## Партнёры проекта
Традиционно основными партнёрами проекта «360» выступают: Байкальский государственный природный биосферный заповедник, ассоциация сторонников развития экообразования, лидерства и тропостроения «Большая Байкальская Тропа» и ассоциация «Защитим Байкал вместе».
В разное время — с 2011 по 2018 гг. — партнёрами проекта «360» (ранее «360 минут») были:
- Министерство природных ресурсов и экологии РФ[20];
- Национальный фонд поддержки заповедного дела «Страна заповедная»[21];
- Федеральная целевая программа «Развитие водохозяйственного комплекса Российской Федерации в 2012—2020 годах» (ФЦП «Вода России»)[22];
- Ассоциация «Защитим Байкал вместе», Иркутск;
- Молодёжный Благотворительный Фонд «Возрождение Земли Сибирской», Иркутск;
- Иркутская Региональная Экологическая Общественная Организация «Моя Байкал», Иркутск;
- Ассоциация сторонников развития экообразования, лидерства и тропостроения «Большая Байкальская Тропа», Иркутск;
- Общественное движение «Живи на Байкале», Иркутск;
- Благотворительный Фонд «Подари планете жизнь», Иркутск;
- Хакасский Региональный Общественный Экологический Фонд «Живая планета», Абакан;
- КГКУ «Дирекция по ООПТ Красноярского края», Красноярск;
- Красноярское краевое региональное отделение общероссийского детского экологического движения «Зелёная планета», Красноярск;
- Всероссийская общественная организация «Русское Географическое общество», Москва;
- Молодёжный клуб ВОО «Русское Географическое общество», Казань;
- Молодёжный клуб ВОО «Русское Географическое общество», Камышин;
- Фонд «Устойчивое развитие», Москва;
- АНО «Центр развития экологических и социальных проектов» (проект «Сохраним Байкал», Иркутск);
- Общественный Фонд Экологических Инициатив Республики Марий Эл, Йошкар-Ола.

## Партнёрство с ООПТ
Самое долгое сотрудничество у «360» складывается с ФГБУ «Байкальский государственный природный биосферный заповедник», на территории которого проходят ключевые сентябрьские акции проекта. В 2016 году в число партнёров вошли ещё три заповедника: ФГБУ "Государственный природный заповедник «Хакасский», ФГБУ "Государственный заповедник «Столбы», ФГБУ «Сихотэ-Алинский государственный заповедник».
В 2017 году, когда проект «360» реализовывался в формате круглогодичного экомарафона («360 минут»), его партнёрами проекта стали 14 ООПТ по всей стране:
- ФГБУ «Байкальский государственный природный биосферный заповедник»;
- ФГБУ "Государственный природный биосферный заповедник «Даурский»;
- КГБУ "Дирекция природного парка «Ергаки»;
- ФГБУ «Кавказский государственный природный биосферный заповедник имени Х. Г. Шапошникова»;
- ФГБУ "Национальный парк «Кенозерский»;
- ФГБУ "Государственный природный заповедник «Саяно-Шушенский»;
- ФГБУ «Сихотэ-Алинский государственный заповедник»;
- ФГБУ "Государственный заповедник «Столбы»;
- ФГБУ "Государственный природный заповедник «Хакасский»;
- ФГБУ «Заповедное Прибайкалье»;
- ФГБУ "Национальный парк «Чикой»;
- ФГБУ "Национальный парк «Тункинский»;
- ФГБУ «Заповедное Подлеморье»;
- ФГБУ «Кроноцкий государственный заповедник».

## География участников
Формат экомарафона в 2017 году позволил проекту «360» расширить свою географию на 24 субъекта Российской Федерации — от Кавказа до Дальнего Востока. Поучаствовать в акциях смогли жители следующих регионов:
- Иркутская область
- Республика Бурятия
- Алтайский край
- Архангельская область
- Волгоградская область
- Забайкальский край
- Карачаево-Черкесская Республика
- Камчатский край
- Кемеровская область
- Краснодарский край
- Красноярский край
- Мурманская область

- Нижегородская область
- Новосибирская область
- Омская область
- Приморский край
- Республика Алтай
- Республика Крым
- Республика Саха (Якутия)
- Республика Тыва
- Республика Хакасия
- Смоленская область
- Томская область
- Ульяновская областьАкция в рамках проекта «360» в сентябре 2018 года объединила 328 точек уборки на побережье Байкала, в Иркутской области (22 муниципалитета) и в Республике Бурятия (7 муниципалитетов)[3]. В числе муниципалитетов-участников Иркутск, Братск, Шелехов, Ангарск, Усть-Илимск, Усть-Кут, Нижнеудинск, Тулун, Качуг, Свирск, Черемхово, Широково, Балаганск, Новонукутский, Усть-Ордынский, Бохан, Белореченский, Баяндай, Еланцы, Слюдянка, Байкальск, Паньковка, Мурино, Танхой, Кяхта, Кабанск, Баргузин, Турунтай, Иволгинск, Тарбагатай и Нижнеангарск.

Основные точки уборок последних лет находятся на южном Байкале — территории вблизи населённых пунктов Мурино, Паньковка и Танхой.

## Мероприятия в рамках проекта «360»
- Проверка «экологического» зрения в 11 городах России. Этим мероприятием был дан старт экомарафона в 2017 году. Всего в год экологии «экологическое» зрение проверили 2700 человек[29].
- Уборка дайверами дна Байкала в районе посёлка Листвянка Иркутской области[30].
- Необычные форматы экоуборок. Например, «Астрономический субботник» в июле, на котором поднимались вопросы экологического и светового загрязнения[31], уборка минерального источника Аржан-Уру в Саяно-Шушенском заповеднике на высоте 1700 метров над уровнем моря. Для доставки инвентаря на место работы пришлось использовать вертолёт, а мешки с мусором спускали на лошадях[32].
- В ключевой акции 2017 года приняли участие телеведущая Елена Летучая, а также артисты театрального коллектива «Июльансамбль» (выпускники Школы-студии МХАТ)[33].
- Зимние акции в рамках «360 минут»: уборка мусора на Белухе с помощью вертолёта[34], благоустройство Байкальского заповедника и уборка дна озера дайверами[35].
- За 2016 и 2017 годы в рамках экологического марафона «360 минут» на территории Сихотэ-Алиньского заповедника прошло шесть акций, в рамках которых устранялись последствия тайфуна «Лайонрок»: было собрано более двухсот мешков бытовых отходов, выброшенных на побережье Японского моря штормами, благоустроены экологические тропы, расчищено более 14 километров тропы от поваленных деревьев[36].
- в экомарафоне принимал участие «Артек». Старт акции дал министр экологии и природных ресурсов РФ Сергей Донской, который специально посетил «Артек», чтобы встретиться с волонтёрами[37].
- В рамках экомарафона прошли совместные акции с федеральной целевой программой «Вода России»[38].

## Проект «360» в цифрах
- За 8 лет в рамках проекта «360» убрано около 4500 тонн мусора[источник не указан 2375 дней].
- Общее количество участников мероприятий проекта «360» с 2011 года (2018 год включительно) составило 144 000 человек[источник не указан 2375 дней].
- За 8 лет реализации проекта посажено 1400 деревьев, удалено 160 квадратных метров наскальных надписей, из Байкала извлечено 2 километра рыболовных сетей, брошенных браконьерами[источник не указан 2375 дней].
- За это время к проекту присоединились 20 экологических движений.
- 360 минут, или шесть часов, — это то время, которое люди в выходные тратят на отдых и развлечения, и которое можно использовать иначе — на полезное, доброе дело, например, уборку мусора.

| Год  | Количество эковолонтеров                   | Точки уборки, территория | Количество собранного мусора                                              |
| 2011 | 101                                        | 1 точка уборки — мыс Улирба на Байкале | 500 мешков мусора / 50 м³                                                 |
| 2012 | 420                                        | 22 точки уборки на побережье Байкала в Иркутской области и Республике Бурятия | 1500 мешков мусора / 150 м³                                               |
| 2013 | 1000                                       | 20 точек уборки на побережье Байкала в Иркутской области и Республике Бурятия | 2000 мешков мусора / 200 м³ + грузовик металлолома                        |
| 2014 | 2000                                       | 28 точек уборки на побережье Байкала в Иркутской области и Республике Бурятия | 4000 мешков мусора / 400 м³ + несколько десятков тонн металлического лома |
| 2015 | 5000                                       | 53 точки уборки на побережье Байкала в Иркутской области и Республике Бурятия | 10 000 мешков мусора / 1000 м³                                            |
| 2016 | 16 000                                     | 126 точек уборки на побережье Байкала в Иркутской области и Республике Бурятия. Партнёры — 4 заповедника | 30 000 мешков мусора / 3000 м³                                            |
| 2017 | 100 000 эковолонетров в 24 регионах России | Более 1000 экомероприятий по уборке мусора, посадке деревьев, благоустройству туристической инфраструктуры на территориях заповедников и национальных парков, очистке скал от надписей, сбору батареек и макулатуры, а также экопросветительские мероприятия. Партнёры — 14 ООПТ | 110 529 мешков мусора 466 «КамАЗов» / 11 053 м³                           |
| 2018 | 16 500                                     | 328 точек уборки по всему побережью Байкала, а также в муниципалитетах Иркутской области (22 муниципалитета) и Республики Бурятия (7 муниципалитетов) | 16 194 мешка мусора 68 «КамАЗов» / 1 619 м³                               |